# Potamon potamios
Potamon potamios е вид десетоного от семейство Geryonidae. Видът е почти застрашен от изчезване.

## Разпространение
Разпространен е в Гърция (Егейски острови и Крит), Египет (Синайски полуостров), Израел, Йордания, Кипър, Ливан, Палестина, Сирия и Турция.

## Описание
Популацията на вида е намаляваща.